# 廖啟智
廖啟智（英語：Dick Liu Kai-chi，1953年9月30日—2021年3月28日），香港演員，生前為香港浸會大學電影學院全職講師。

## 生平

### 早年生活
廖啟智在基層家庭長大，自小從粵語長片看到童星馮寶寶，啟蒙他做演員。他曾就讀九龍旺角某一所小學，後來在當時位於觀塘雞寮的天主敎聖神第二校（即現時的天主教佑華小學）畢業。廖啟智升上中學以後經常轉校，先後入讀鐵路特別中學（中一；現址為香港理工大學）、摩托車勞工子弟學校（中二；位於旺角登打士街，勞工子弟學校合併為旺角校前的其中一所分校）、中業中學（中三及中四）以及新僑中學（中五；筲箕灣校）。他入讀天主敎聖神第二校時由於校內試成績優異而獲校方安排參與升中試，卻未被獲派任何中學學位。於是在向九龍城區的中學逐間叩門。雖然有一所私立中學（聖保祿詠思英文學校中學部）取錄他，礙於學費貴而無法繳交，唯有作罷。
後來他在報章廣告中看見紅磡鐵路特別中學的招生廣告，結果前去報讀。由於該校只以試辦形式辦學，最後基於收生不足而停辦。其時完成中一課程的廖啟智轉到摩托車勞工子弟學校讀中二年級。一年後再轉校至九龍城中業中學。當時廖於校內成立一支足球隊，直至中四時的成績差且需要留級，他的同學為他向校長求情後仍不能令他在原校讀至中學畢業。廖啟智便在新僑中學讀中五年級。當年他已移居筲箕灣。

### 入行經過
在1972年中學畢業後，廖啟智先在邵氏電影公司位於清水灣的電影製片廠當錄音室助理，後在香港電台任職攝影助理，1977年至1978年他兩次投考無綫藝員訓練班才能入圍，成為1979年第8屆無綫藝員訓練班學員。他的同期同學有湯鎮業、景黛音、周秀蘭、黃造時、陳安瑩、艾威、李成昌、梁潔華、黃敏儀、傅玉蘭等，以及後來成為他妻子的陳敏兒。廖啟智畢業後簽約無綫電視（TVB），更旋即獲得《上海灘》飾演「丁力」（呂良偉飾）助手「陳祥貴」一角的機會。他在效力無綫期間演過60多部電視劇，走實力派路線，擅長演出警察等角色。1982年離開無綫電視，1984年重返無綫電視。1980年代至90年代曾於長壽綜藝節目《歡樂今宵》演出及擔任主持。後於1994年至1999年擔任綜合資訊節目《城市追擊》主持，並曾於1995年6月親赴韓國報導三豐百貨店倒塌事故的現場災情。2004年，廖啟智不再與無綫電視續約而離開。
2005年起，廖啟智在有線電視與何秀蘭合作主持親子節目《我們都是父母》。2005年2月在亞洲電視與主持靈異節目《驚天大事件》。2006年重返無綫電視，2009年再離開無綫電視，2011年再重返無綫電視，2012年簽約城市電訊（後易名爲香港電視網絡）成爲旗下藝員，首部在香港電視網絡的劇集是《警界線》，飾演「杜一飛」一角。
及後在2013年，廖啟智因香港電視網絡未能如期取得免費電視牌照而暫時離開。同年底再度回歸無綫電視，以自由身並接拍廉政單元劇集《廉政行動2014》，飾演「孖田Sir」一角。2014年拍畢劇集後第五度離開無綫電視，同年7月自薦返回香港電視網絡，接拍《選戰》，至10月拍畢。廖啟智在2015年底再以自由身返回無綫，與方中信拍攝劇集《律政強人》。2017年起，廖啟智始為ViuTV拍攝劇集，先後參演《已讀不回》、《詭探前傳》，而《教束》則為其生前最後一部參演的香港電視劇。
此外，廖啟智亦有演出多部電影，曾先後以《籠民》、《無間道II》、《殺破狼》、《証人》、《綫人》、《消失的子彈》、《點五步》及《無雙》，八度獲提名香港電影金像獎最佳男配角，並在1993年及2009年分別憑《籠民》的「太子森」及《証人》的「郭耀新」一角獲獎。2016年，憑《愛存在》榮獲第一屆馬來西亞金蝶獎最佳男演員獎，首膺影帝。
廖啟智亦有參演多部舞台劇，並曾於2011年憑《秒速18米》獲頒香港舞台劇獎最佳男配角（悲劇／正劇）獎項，翌年則以《斜路黃花》獲提名香港舞台劇獎最佳男主角（悲劇／正劇）。

### 逝世及悼念

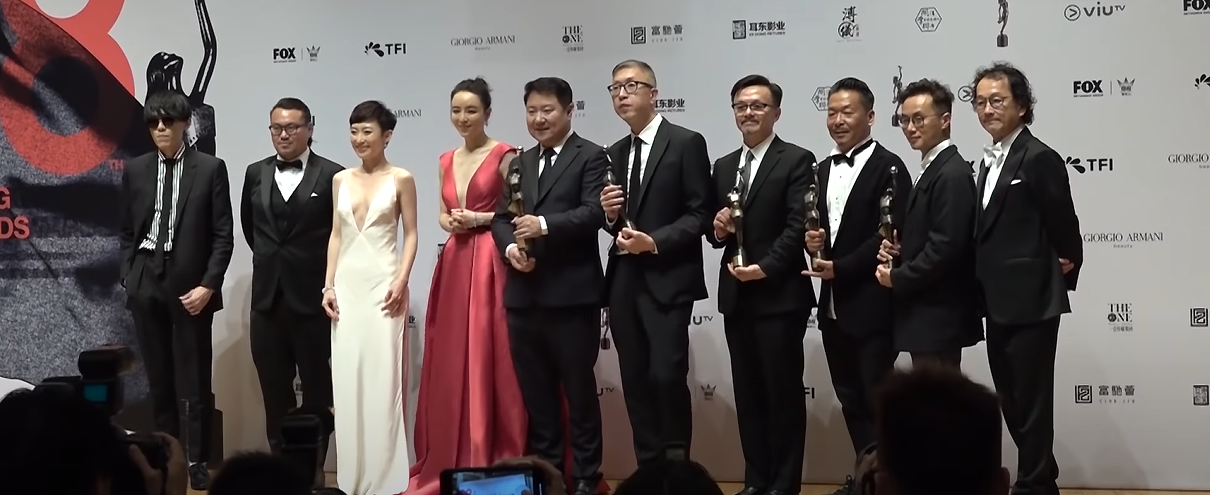
2019年第38屆香港電影金像獎電影《無雙》獲獎採訪，右一者廖啟智

2021年3月下旬，有消息指廖啟智罹患胃癌；廖啟智妻子陳敏兒於3月23日回覆傳媒採訪時，確認廖啟智於2020年12月確診胃癌，故須全面停工以接受治療。2021年3月28日下午8時32分，廖啟智在家人陪伴下因胃癌於威爾斯親王醫院離世。
為悼念廖啟智，無綫電視安排自2021年3月31日起，逢週一至週日晚上11時50/55分/12時00/05分於翡翠台以《永遠懷念您 廖啟智：律政強人》節目標題名義重播劇集《律政強人》。另再安排於2021年4月3日晚上8時30分於翡翠台以《永遠懷念您 廖啟智：証人》節目標題名義重播電影《証人》。
奇妙電視安排在2021年4月4日晚上9時正於香港開電視首播電影《皇家師姐IV直擊証人》，並以《永遠懷念廖啟智：皇家師姐IV直擊証人》的節目標題名義播出。
ViuTV則安排在2021年4月4日晚上10時30分，以《向智叔致敬：點五步》節目標題名義重播電影《點五步》。

## 家庭
廖啟智在藝員訓練班受訓時，認識了同學陳敏兒，二人於1987年11月11日註冊結婚，婚後育有3名兒子。幼子廖文諾2000年6月14日出生，2003年證實患上血癌，至2006年4月5日病逝。長子廖文哲及次子廖文信（John）則分別投身音樂及演藝幕後行業，其中廖文信為香港YouTube頻道小薯茄後期製作人員。
廖啟智一家皆是基督徒。

## 經典演出
廖啟智經過無綫電視長壽節目《歡樂今宵》長期訓練，成為節目中其中一名表演高手，他於1990年的《歡樂滿東華》表演了「穿高跟鞋行鋼線」籌款，成為其最經典的現場表演項目。當時在清水灣電視城外的停車場搭了兩個高台作表演，由於該環節為戶外表演，故曾傳出因風大會增加危險而可能要取消的消息，最後廖啟智穿著約兩至三吋的高跟鞋，雙手拿著油紙傘作平衡，從一個高台走到另一個高台，成功為東華三院籌得善款。

## 另類演出
陳友1980年演唱諷刺時弊歌曲《飲番兩杯》MV，改編自許冠傑的《先敬羅衣後敬人》，MV出現他和陳敏兒結婚的場面，其實當時二人還未結婚。

## 演出作品

### 電視劇（無綫電視）
| 年份   | 劇名                            | 角色                                              |
| 1976年 | 幻海奇情                        | 阿唐（单元：车祸）                                |
| 1979年 | 名劍風流                        | 專家                                              |
| 1980年 | 上海灘                          | 陳祥貴                                            |
| 1980年 | 上海灘續集                      | 陳祥貴                                            |
| 1980年 | 仁者無敵                        | 毛時俊                                            |
| 1980年 | 千王之王                        | 阿滿                                              |
| 1980年 | 衝擊                            | 鄭廣德                                            |
| 1980年 | 聲寶喜相逢                      | 李大嶽                                            |
| 1981年 | 流氓皇帝                        | 狄仁志                                            |
| 1981年 | 過客                            | 管龍                                              |
| 1981年 | 他的一生                        | 古同安                                            |
| 1981年 | 香港 '81                        | 阿漢（第55集 兩小無辜） 平記（第91集 更上一層樓） |
| 1981年 | 二人三足                        |                                                   |
| 1981年 | 封神榜                          | 金吒                                              |
| 1981年 | 富貴榮華                        | 林尚貴                                            |
| 1982年 | 神女有心                        | 金錠                                              |
| 1982年 | 韓嫣翠                          |                                                   |
| 1982年 | 飛越十八層                      | 林天光                                            |
| 1982年 | 荊途                            | 方同敬                                            |
| 1983年 | 賴布衣                          | 胡文                                              |
| 1983年 | 香港 '83                        | 阿英（第98集 第三類顧客）                         |
| 1983年 | 經理後生（新銳劇場）            | 唐守強                                            |
| 1983年 | 警花出更                        | 郭大明                                            |
| 1983年 | 夜驚魂之白金升降機 夜驚魂之意外 | 小職員 阿堂                                       |
| 1984年 | 黃金約會                        | 洪有為                                            |
| 1984年 | 武林聖火令                      | 天竺日使                                          |
| 1984年 | 鐵包公                          | 財神                                              |
| 1984年 | 廣東鐵橋三                      | 孖指添                                            |
| 1985年 | 好女當差                        | 雷海                                              |
| 1985年 | 薛仁貴征東                      | 周青                                              |
| 1985年 | 妙人妙事                        |                                                   |
| 1985年 | 楊家將                          | 呼延丕顯                                          |
| 1985年 | 六指琴魔                        | 勾魂士盛才                                        |
| 1986年 | 遁甲奇兵                        | 任德仁                                            |
| 1986年 | 賊公阿牛                        | 張磊                                              |
| 1986年 | 真命天子                        | 劉恆                                              |
| 1986年 | 孖寶太子                        | 簡幼慈                                            |
| 1986年 | 英雄故事                        | 施禮全                                            |
| 1986年 | 洪熙官                          | 高進忠                                            |
| 1986年 | 倚天屠龍記                      | 俞岱巖                                            |
| 1987年 | 大運河                          | 楊勇                                              |
| 1987年 | 大班密令之英雄交響曲            |                                                   |
| 1987年 | 書劍恩仇錄                      | 徐天宏                                            |
| 1988年 | 名門                            | 何有金                                            |
| 1988年 | 豪情                            | 劉老師                                            |
| 1988年 | 大都會                          | 凌家明好友                                        |
| 1988年 | 老子萬歲                        | 諸葛一                                            |
| 1988年 | 旭日背後                        | 張天司                                            |
| 1988年 | 嬴單傳奇                        | 不折書生畢竟無                                    |
| 1989年 | 繭                              | 譚世民                                            |
| 1989年 | 摩登小寶                        | 林永茂                                            |
| 1989年 | 我愛俏冤家                      | 彭偉超                                            |
| 1989年 | 鐵血大旗門                      | 艾天蝠                                            |
| 1990年 | 人在邊緣                        | 劉偉賢                                            |
| 1990年 | 曱甴也移民                      | 常耀華                                            |
| 1991年 | 龍鳳情長                        | 倫俊文                                            |
| 1991年 | 皇家鐵馬                        | 李志權（李Sir）                                   |
| 1992年 | 火玫瑰                          | 歐陽中                                            |
| 1993年 | 射鵰英雄傳之九陰真經            | 周伯通                                            |
| 1993年 | 開心華之里                      | 程如寶                                            |
| 1993年 | 居者冇其屋                      | 張俊偉                                            |
| 1994年 | 生死訟                          | 張志雄                                            |
| 1994年 | 黃飛鴻系列之鐵膽梁寬            | 梁正                                              |
| 1994年 | 再見亦是老婆                    | 馬如龍                                            |
| 1994年 | 恨鎖金瓶                        | 武大郎                                            |
| 1994年 | 愛有明天之親情無價              | 楊智                                              |
| 1995年 | 包青天                          | 公孫策                                            |
| 1996年 | 廉政行動1996                    | 洪國津                                            |
| 1997年 | 大刺客之荊軻                    | 高漸離                                            |
| 1997年 | 刑事偵緝檔案III                 | 翟永田（田哥）                                    |
| 1998年 | 廉政行動1998                    | 林卓生                                            |
| 1998年 | 冤家宜結不宜解                  | 石春樹                                            |
| 1999年 | 鑑證實錄II                      | 王英年                                            |
| 1999年 | 雪山飛狐                        | 平阿四                                            |
| 1999年 | 騙中傳奇                        | 顧殘生                                            |
| 1999年 | 吾係差人                        | 泉叔                                              |
| 1999年 | 非常保鑣                        | 劉英勇                                            |
| 1999年 | 命轉情真                        | 判官                                              |
| 2000年 | 無業樓民                        | 古漢雲                                            |
| 2000年 | Loving You我愛你                |                                                   |
| 2000年 | 楊貴妃                          | 高力士                                            |
| 2000年 | 廟街·媽·兄弟                    | 陳緯龍                                            |
| 2000年 | 新鮮人                          | 天樂                                              |
| 2000年 | 撻出愛火花                      | 澤口民本                                          |
| 2001年 | 廉政追擊                        | 朱圖                                              |
| 2001年 | 美味情緣                        | 朱祥旺                                            |
| 2001年 | 皆大歡喜                        | 布魯圖                                            |
| 2001年 | 尋秦記                          | 烏有（烏博士）                                    |
| 2002年 | 騎呢大狀                        | 解連環                                            |
| 2002年 | 再生緣                          | 忽哥赤                                            |
| 2002年 | 談判專家                        | 蔣偉邦                                            |
| 2003年 | 衛斯理                          | 猜王                                              |
| 2003年 | 天子尋龍                        | 慕容白                                            |
| 2003年 | 洗冤錄II                        | 明叔 / 郭希 / 陳明                                |
| 2003年 | 律政新人王                      | 卓凡                                              |
| 2003年 | 美麗在望                        | 鄔育仁                                            |
| 2003年 | 心理心裡有個謎                  | 平叔                                              |
| 2004年 | 烽火奇遇結良緣                  | 李世民                                            |
| 2004年 | 富豪海灣至尊家緣                | 曾永智                                            |
| 2004年 | 下一站彩虹                      | 雷超                                              |
| 2004年 | 一屋兩家三姓人                  | 曹三綱                                            |
| 2005年 | 學警雄心                        | 何琛                                              |
| 2005年 | 奪命真夫                        | 殷明                                              |
| 2005年 | 本草藥王                        | 小地藏                                            |
| 2006年 | 轉世驚情                        | 付一笑                                            |
| 2006年 | 點指賊賊賊捉賊                  | 伍浩昌                                            |
| 2007年 | 鄭板橋                          | 趙高明                                            |
| 2007年 | 十兄弟                          | 萬世雄（萬大帥）                                  |
| 2007年 | 牛郞織女                        | 黃阿馬                                            |
| 2007年 | 廉政行動2007                    | 梁志堅                                            |
| 2009年 | 大冬瓜                          | 范統 / 田大富                                     |
| 2012年 | 肥婆奶奶扭計媳                  | 古一木                                            |
| 2014年 | 廉政行動2014                    | 孖田（孖田Sir）                                   |
| 2016年 | 律政強人                        | 劉謹昌（K.C. Lau）                                |

### 電視劇（香港電視網絡）
| 年份   | 劇名   | 角色                     |
| 2014年 | 警界線 | 杜一飛（飛Sir、齋啡Sir） |
| 2014年 | 選戰   | 宋漫山                   |

### 電視劇（香港電台）
| 年份   | 劇名           | 角色         | 備註                                                 |
| 1979年 | 獅子山下       | Peter        | 單元：再生                                           |
| 1980年 | 打工仔         | 阿志同事     | 單元：斷手                                           |
| 1981年 | 島的故事       | 阿華         | 單元：晨曦                                           |
| 1981年 | 屋簷下         | 鹹蛋         | 單元：芻狗                                           |
| 1990年 | 柏林週記       | 大衛仔父親   | 單元：食物                                           |
| 1997年 | 打工仔         | 阿東         | 單元：盲點                                           |
| 2000年 | 性本善         | 黃太丈夫     | 單元：安全套與性態度                                 |
| 2004年 | 愛在瘟疫蔓延時 | 的士司機華哥 | 單元：司機大佬                                       |
| 2005年 | 醫學神探       |              | 單元：黃昏的殺手                                     |
| 2006年 | 獅子山下       | 男主角       | 單元：再見石硤尾 二零零七年芝加哥國際電視節-雨果銀獎 |
| 2010年 | 沒有牆的世界   | 樂民         | 單元：一千光年外的自由                               |
| 2010年 | 火速救兵       | 黃學華       | 單元：一秒之差                                       |
| 2013年 | 一念之間2      | 楊先生       | 單元：最好                                           |

### 電視劇（有線電視）
| 年份   | 劇名   | 角色   |
| 2014年 | 大凶捕 | 陰陽人 |

### 電視劇（ViuTV）
| 年份   | 劇名       | 角色   |
| 2018年 | 已讀不回   | 宋皓然 |
| 2018年 | 東方華爾街 | 羅啟中 |
| 2019年 | 詭探前傳   | 易天   |
| 2019年 | 教束       | 梁文海 |

### 電視劇 （中國大陸）
| 年份   | 劇名           | 角色   |
| 2009年 | 跟紅頂白大三元 | 梁醒   |
| 2010年 | 怪俠一枝梅     | 鄭東流 |

### 綜藝節目
| 年份                | 節目名             | 性質                              | 電視台   |
| 1980年代 - 1990年代 | 歡樂今宵           | 參演（1980年代） 主持（1990年代） | 無綫電視 |
| 1994 - 1999年       | 城市追擊           | 主持                              | 無綫電視 |
| 1997年              | 粵海煙花賀新歲1997 | 主持                              | 無綫電視 |
| 1998年              | 戊寅年煙花賀新歲   | 主持                              | 無綫電視 |
| 1999年              | 十景煙花迎福兔     | 主持                              | 無綫電視 |
| 2005年              | 我們都是父母       | 主持                              | 有線電視 |
| 2005年              | 驚天大事件         | 主持                              | 亞洲電視 |
|                     | 智叔心灵档案       | 主持                              | 有線電視 |

### 電影
| 年份   | 電影名                       | 角色                           | 備註   |
| 1981年 | 父子情                       | 阿根（职员）                   |        |
| 1981年 | 財神到                       | 混混                           |        |
| 1983年 | 瘋狂83                       | 警员                           |        |
| 1985年 | 聖誕奇遇結良緣               | 阿龙（助手）                   |        |
| 1988年 | 繼續跳舞                     | 侍者                           |        |
| 1988年 | 最佳女婿                     | 醫生                           |        |
| 1988年 | 天堂血路                     | 梁云泉                         |        |
| 1989年 | 金牌師姐                     | 麦东                           |        |
| 1989年 | 皇家師姐IV直擊証人           | 天九明                         |        |
| 1990年 | 出土奇兵                     | 大块葛                         |        |
| 1992年 | 籠民                         | 太子森                         |        |
| 1992年 | 星期五之舞男                 | 辩方律师                       |        |
| 1993年 | 至尊三十六計之偷天換日       | 阿智 (金手指)                  |        |
| 1994年 | 沙甸魚殺人事件               | 警員                           |        |
| 1994年 | 滅門慘案II借種               | 所頭                           |        |
| 1994年 | 999誰是兇手                  | 梁志華                         |        |
| 1994年 | 新天龍八部之天山童姥         | 蘇星河                         |        |
| 1995年 | 富貴人間                     | 大页                           |        |
| 1997年 | 難得有情郎                   | 陈医师                         |        |
| 1999年 | 天使之城                     | 伍世杰                         |        |
| 1999年 | 星月童話                     | 阿东                           |        |
| 2001年 | 有人說愛我                   | Herman Bala                    |        |
| 2001年 | 最激之手                     | Cathy的父亲                    |        |
| 2001年 | 常在我心                     | 小段的哥哥                     |        |
| 2002年 | 賭神之神                     | 二叔                           |        |
| 2003年 | 無間道II                     | 倪雄（阿雄、雄少、雄叔、三叔） |        |
| 2003年 | 福伯                         | 福伯                           |        |
| 2003年 | 給他們一個機會               | 明sir                          |        |
| 2003年 | 天堂的画册                   | 颂颂的爸爸                     |        |
| 2004年 | 新警察故事                   | 戴國安                         |        |
| 2004年 | 救命                         | 李sir                          |        |
| 2004年 | 血杀                         | 张立强                         |        |
| 2005年 | 猛龍                         | 射击店老板                     |        |
| 2005年 | 黑白戰場                     | 火柴                           |        |
| 2005年 | 虫不知                       | （非出演，虫子动作原型）       |        |
| 2005年 | 阿嫂                         | 阿九                           |        |
| 2005年 | 殺破狼                       | 華哥                           |        |
| 2005年 | 神經俠侶                     | 富哥                           |        |
| 2007年 | 小心眼                       | 李sir（舅舅）                  |        |
| 2007年 | C+偵探                       | 風澤                           |        |
| 2007年 | 門徒                         | 海關人員                       |        |
| 2008年 | 十分鍾情                     | 陈志成                         |        |
| 2008年 | 彈．道                       | 陳二同                         |        |
| 2008年 | 青苔                         | 堂哥                           |        |
| 2008年 | 証人                         | 新爺                           |        |
| 2009年 | 大搜查之女                   | 張文寶                         |        |
| 2009年 | 神鎗手                       | 二哥                           |        |
| 2009年 | 旺角監獄                     | 槍王余                         |        |
| 2009年 | 三條窄路                     | 马振灵牧师                     |        |
| 2010年 | 火龍                         | 祥安                           |        |
| 2010年 | 綫人                         | 廢噏                           |        |
| 2011年 | 我愛HK開心萬歲               | 李鹵味(80年代)                 |        |
| 2011年 | 算吧啦，老豆 !               | 廖祥貴                         |        |
| 2011年 | B+偵探                       | 風澤                           |        |
| 2011年 | 烟头                         |                                | 未上映 |
| 2011年 | 大同：康有为在瑞典           | 康有为                         |        |
| 2011年 | Laughing Gor之潜罪犯         | 卓景全                         |        |
| 2011年 | 英雄喋血                     | 高剑父                         |        |
| 2011年 | 毒祸2                        | 道友成                         |        |
| 2012年 | 逆戰                         | 萬天                           |        |
| 2012年 | 消失的子彈                   | 兵工廠丁老闆                   |        |
| 2012年 | 我們都不完美                 | 王國棟                         |        |
| 2012年 | 第6誡（心战）                | 叶先生                         |        |
| 2012年 | 康有为二三事                 | 康有为                         |        |
| 2013年 | 當C遇上G7                    | 副校長                         |        |
| 2013年 | 葉問：終極一戰               | 李耀華                         |        |
| 2013年 | 聖誕玫瑰                     | 南叔                           |        |
| 2014年 | 救火英雄                     | 譚志剛                         |        |
| 2014年 | 澀青298-03                   | 立哥                           |        |
| 2014年 | 盜馬記                       | 黃Sir                          |        |
| 2014年 | 軍中樂園                     | 老兵                           |        |
| 2014年 | 魔警                         | 經紀文                         |        |
| 2014年 | Z風暴                        | 張強                           |        |
| 2014年 | 男人唔可以窮                 | 薛天來                         |        |
| 2014年 | 販賣愛                       | 張兆雄                         |        |
| 2015年 | 壹獄壹世界：高登闊少踎監日記 | 林潤達 (達叔)                  |        |
| 2015年 | 四非                         | 婷婷的父親                     |        |
| 2015年 | 十年                         | 森                             |        |
| 2015年 | 愛存在                       | 江順                           |        |
| 2016年 | 點五步                       | 盧光輝 (校長)                  |        |
| 2016年 | 危城                         | 廖甲長                         |        |
| 2016年 | 回到起步时                   | 文国豪                         |        |
| 2016年 | 绅士狗                       | 杜哥                           | 未上映 |
| 2017年 | 拆彈專家                     | 閆國榮                         |        |
| 2018年 | L風暴                        | 徐有財                         |        |
| 2018年 | 無雙                         | 吳鑫（鑫叔）                   |        |
| 2018年 | 過春天                       | 勇哥                           |        |
| 2018年 | 解码游戏                     | 周正元                         |        |
| 2018年 | 兄弟班                       | 温拿经纪人                     |        |
| 2019年 | P風暴                        | 姚君豪                         |        |
| 2020年 | 家有囍事2020                 | 老謝                           |        |
| 2020年 | 干将莫邪(網絡電影)           | 歐冶子                         |        |
| 2020年 | 老虎(網絡電影)               | 老尤（尤大勇）                 |        |
| 2020年 | 死因無可疑                   | 甘清石                         |        |
| 2021年 | 重案行動之連環兇殺(網絡電影) | 关智宏                         | 遺作   |
| 2021年 | 女人街，再見了               | 衫佬（陈顺辉）                 | 遺作   |
| 2021年 | 一級指控                     | 郭世荣                         | 遺作   |
| 2021年 | G風暴                        | 邝逸朗                         | 遺作   |
| 2022年 | 世上只有爸爸好               | 梁达全（全叔）                 | 遺作   |
| 2023年 | 別叫我“賭神”                 | 花叔                           | 遺作   |
| 2023年 | 速戰                         | 坚叔                           | 遺作   |
| 2024年 | 破战                         | 智叔                           | 遺作   |
| 待上映 | 尋秦記                       | 烏有博士                       | 遺作   |
| 待上映 | 花之膚                       |                                | 遺作   |

### 微電影
| 年份   | 電影名                   | 角色                          |
| 2016年 | AIA「愛在當下」– 父子篇  | 父親                          |
| 2019年 | 小薯茄「男兒Don't 入樽」 | 人富父親(特別演出，兼任監製） |

### 舞台演出
| 年份       | 名稱                   | 場地                                  |
| 1992年2月  | 嬉春酒店               | 紅磡香港體育館                        |
| 2006年8月  | 亞伯拉罕的眼淚         | 葵青劇院展覽廳                        |
| 2007年6月  | 亞伯拉罕的眼淚（重演） | 葵青劇院展覽廳                        |
| 2007年8月  | 整古做怪滿天星         | 西灣河文娛中心劇院                    |
| 2008年5月  | 耶穌13門徒             | 香港文化中心劇場                      |
| 2008年8月  | 有樣學樣滿天星         | 西灣河文娛中心劇院                    |
| 2008年10月 | 耶穌13門徒（秋天版）   | 香港藝術中心壽臣劇院                  |
| 2008年11月 | 相約星期二             | City Playhouse Theatre Ontario Canada |
| 2009年2月  | 伽利略傳               | 葵青劇院演藝廳                        |
| 2009年4月  | 真係阿姐汪明荃         | 紅磡香港體育館                        |
| 2010年1月  | 秒速18米               | 香港文化中心大劇院                    |
| 2010年12月 | 才子亂點俏佳人         | 元朗劇院演藝廳                        |
| 2011年5月  | 斜路黃花               | 葵青劇院演藝廳                        |
| 2011年6月  | 遍地芳菲               | 香港文化中心大劇院                    |
| 2011年7月  | 遍地芳菲               | 廣州大劇院歌劇廳                      |
| 2011年8月  | 獨坐婚姻介紹所         | 香港藝術中心壽臣劇院                  |
| 2012年2月  | 野豬                   | 香港演藝學院戲劇院                    |
| 2013年10月 | 聰鳴蜜語（重演）       | 元朗劇院演藝廳                        |
| 2014年3月  | 上一輩子的情人         | 葵青劇院黑盒劇場                      |
| 2014年12月 | 一頁飛鴻               | 高山劇場新翼演藝廳                    |
| 2015年12月 | 折翼天使               | 葵青劇院演藝廳                        |

### 廣播劇
| 年份 | 劇名                    | 角色             |
| ？年 | 我要安樂死 ( 香港電台 ) | 斌仔（ 鄧紹斌 ） |

### 監製
| 年份   | 電影名                   |
| 2019年 | 小薯茄「男兒Don't 入樽」 |

## 廣告
- 1993年：香港新婚夫婦競選
- 1994年：義務工作發展局（與郭富城、李香琴、溫碧霞、陳敏兒、張學友）
- 1996年：美樂多
- 1999年：香港吸煙與健康委員會 - 禁止吸煙
- 2000年代：得成僱傭（與陳敏兒）
- 2003年：牛頭牌五層鑊（與陳敏兒）
- 2019年︰雅培怡保康（與糖妹一起關注糖尿病）
- 2020年：真紅之刃手遊 （與錢嘉樂、羅莽）

## 曾獲獎項及提名
| 年份   | 奬項                                    | 作品       | 結果             |
| 1993年 | 第12屆香港電影金像獎 - 最佳男配角       | 籠民       | 獲獎             |
| 2004年 | 第23屆香港電影金像獎 - 最佳男配角       | 無間道II   | 提名             |
| 2004年 | 華語電影傳媒大獎 - 最佳男配角           | 無間道II   | 獲獎             |
| 2004年 | 第10屆香港电影评论学会大獎 - 最佳男演員 | 無間道II   | 提名             |
| 2006年 | 第25屆香港電影金像獎 - 最佳男配角       | 殺破狼     | 提名             |
| 2009年 | 第28屆香港電影金像獎 - 最佳男配角       | 証人       | 獲獎             |
| 2009年 | 第16屆香港电影评论学会大獎 - 最佳男演員 | 三條窄路   | 提名             |
| 2011年 | 第30屆香港電影金像獎 - 最佳男配角       | 綫人       | 提名             |
| 2011年 | 香港舞台劇獎 - 最佳男配角 (悲劇/正劇)   | 秒速18米   | 獲獎             |
| 2012年 | 香港舞台劇獎 - 最佳男配角 (悲劇/正劇)   | 斜路黃花   | 提名             |
| 2013年 | 第32屆香港電影金像獎 - 最佳男配角       | 消失的子彈 | 提名             |
| 2014年 | 我要真普選(電視劇大選) - 最佳男主角     | 警界線     | 獲獎             |
| 2014年 | 我要真普選(電視劇大選) - 最佳男主角     | 選戰       | 提名（最後五強） |
| 2015年 | 高登艾美獎 - 最佳男主角                 | 選戰       | 獲獎             |
| 2015年 | HKTVFansClub投票活動 - 最佳男主角       | 選戰       | 獲獎             |
| 2016年 | 馬來西亞金蝶獎 - 最佳男演員             | 愛存在     | 獲獎             |
| 2016年 | 第23屆香港电影评论学会大獎 - 最佳男演員 | 危城       | 提名             |
| 2017年 | 第36屆香港電影金像獎 - 最佳男配角       | 點五步     | 提名             |
| 2019年 | 第38屆香港電影金像獎 - 最佳男配角       | 無雙       | 提名             |

## 外部連結
- 廖啟智的Facebook專頁
- 廖啟智的新浪微博
- 廖啟智在香港影庫上的簡介
- 廖啟智在豆瓣上的资料（简体中文）
- 廖啟智在时光网上的簡介（简体中文）